# Razprave Slovenska Akademija Znanosti in Umetnosti. Razred za Naravoslovne Vede
Razprave Slovenska Akademija Znanosti in Umetnosti. Razred za Naravoslovne Vede (abreviado Razpr. Slov. Akad. Znan. Umetn., Razr. Nar. Vede) fue una revista con ilustraciones y descripciones botánicas que fue publicada en Ljubljana en los años 1951-2008, publicándose 49 números. Fue reemplazada por Folia Biol. Geol..